# بول كامبيل
بول كامبيل هو ممثل كندي، ولد في 22 يونيو 1979 بفانكوفر في كندا.

## أعمال

### أفلام
- (2007) 88 دقيقة
- (2010) المقاتل[3]

### مسلسلات
- باتلستار غالاكتيكا
- نايت رايدر

## وصلات خارجية
- بول كامبيل على موقع IMDb (الإنجليزية)
- بول كامبيل على موقع ألو سيني (الفرنسية)
- بول كامبيل على موقع أول موفي (الإنجليزية)
- بول كامبيل على موقع قاعدة بيانات الفيلم (الإنجليزية)
- بول كامبيل على موقع كينوبويسك (الروسية)